# Wycliffe Gordon
Wycliffe Gordon (Waynesboro, 29 mei 1967) is een Amerikaanse jazzmuzikant (zang, trombone, trompet, tuba, didgeridoo).

## Carrière
Wycliffe Gordon is afkomstig uit een streng religieuze familie. Zijn vader was kerkorganist, waardoor hij vooreerst door klassiek werd beïnvloed. Zijn eerste praktijkervaringen had hij met kerkmuziek en de jazz bracht hem nabij het schoolsysteem. Zijn grote voorbeeld was Louis Armstrong. Aan het begin van zijn muziekcarrière werkte hij met Wynton Marsalis en het Lincoln Jazz Orchestra, hield hij zich bezig met swing en experimenteerde hij met nieuwe instrumenten. In zijn album The Search uit 1999 speelt hij onder andere de didgeridoo. Bovendien hield hij zich bezig met gospelmuziek (The Gospel Truth), doordat hij een trombonekoor inzette en het werk van Thelonious Monk met een interpretatie van diens compositie Ba-Lue Bolivar Ba-Lues-Are.
Op What You Dealin' With, dat door Richard Cook en Brian Morton in de Penguin Guide To Jazz als Gordons tot dusver beste werk werd gekwalificeerd, speelde hij zijn versies van jazzstandards van Duke Ellington (Cotton Tail), John Coltrane (Mr. P.C.), Dizzy Gillespie en de bop-klassieker Blue 'n' Boogie. In 2012 speelde Gordon met een eigen band, bestaande uit Jon-Erik Kellso (trompet), Adrian Cunningham (klarinet/sopraansaxofoon) en Matt Munisteri (banjo/gitaar).
Op zijn albums, die hij sinds 1998 had opgenomen voor de jazzlabels Nagel-Heyer en Criss Cross, werkten onder andere Eric Reed, Delfeayo Marsalis en Winard Harper mee. Hij werkte bovendien mee aan plaatproducties van Cyrus Chestnut, Wynton Marsalis (op de albums Crescent City Christmas Card (1989), Blood on the Fields (1994) en Christmas Jazz Jam (2009)), Marcus Printup, Eric Reed, Randy Sandke, Joe Temperley en Rodney Whitaker. In 2018 werd hij, zoals in 2012, 2013, 2014 en 2016 als beste trombonist onderscheiden door een criticistemming van het jazzmagazine DownBeat.

## Discografie
Als leider
- 1998: Slidin’ Home (Nagel-Heyer Records)
- 1999: The Search (Nagel-Heyer)
- 2000: The Gospel Truth (Nagel-Heyer)
- 2001: What You Dealin’ With (Criss Cross Jazz)
- 2002: United Soul Experience (Criss Cross)
- 2003: Dig This! (Criss Cross)
- 2004: In the Cross (Criss Cross)
- 2012: Dreams of New Orleans (Chesky)

Als sideman en co-leider
- ????: John Allred & Wycliffe Gordon: Head To Head (Arbors Records)
- 1989: Marcus Roberts: Deep in the Shed (Novus)
- ????: Randy Sandke: The Music of Bob Haggart (Arbors Records)
- ????: Maurice Hines: To Nat “King” Cole With Love (Arbors Records)
- 2006: Wycliffe Gordon & Jay Leonhart: This Rhythm on My Mind (Bluesback Records)

- Biblioteca Nacional de España: XX5499444
- Bibliothèque nationale de France: cb13934201m (data)
- Gemeinsame Normdatei: 13481018X
- International Standard Name Identifier: 0000 0000 5513 2976
- Library of Congress Control Number: n93022761
- MusicBrainz: eed59ba8-ba05-499e-91c2-7a369b830bcb
- Nationale Bibliotheek van Israël: 987007349783405171
- Nederlandse Thesaurus van Auteursnamen: 339283688
- SNAC: w65k0c51
- Système universitaire de documentation: 079205895
- Virtual International Authority File: 1823149296228780670009